# Бриганти
Бриганти (Brigantes) — кельтське плем'я, що було на чолі бригантської конфедерації. Розташовувалося на північному сході Британії (сучасний Йоркшир). Були сусідами племен паризіїв та карветів (на сході), вотадінів (на півночі), корітанів та корновіїв (на півдні).

## Етимологія
Стосовно назви племені думки не збігаються. За однією версією, назва походить від слова briga, що з кельтської означає «поселення». Цим відзначалася більша густота поселень цього племені на відміну від інших бритів. За другою версією, походить від імені богині мудрості Брігіти (Матір-пам'ять), яка ототожнювалася з давньоримською Мінервою, й була головною богинею цих народів. Звідси назва бригантів — «народ Бріги».

## Міста й географія
Бриганти не мали великих міст. Столицею був Ісурій (сучасне м. Альдборо). Діяли невеличкі поселення, які були головними станами племен, що входили до конфедерації бригантів. Це: Епіакій (сучасний замок Вітлі), Віновія (Бінчестер), Катарактовій (Каттерік), Калак (Бурроу), Ісурій, Рігодун (Каслшоу), Оленак (Елслак), Еборак (Йорк), Камбодун (Слак).
З півночі межувала з річкою Тіне (сучасна річка Тайн), з півдня — Белісама (річка Райбл). Також на території бригантів текли річки Ведра (річка Веа), Абус (Гамбер), Сетея (Мерсі), затоки Дун Сін (Тис-бей), Морікамб (Морекамб-бей).

## Організація
Утворювали конфедерацію, яка була нестійкою. Разом виступали переважно під час зовнішньої агресії. Водночас голови родин та вожді влаштовували шлюби між племенами всередині конфедерації бригантів задля підтримання внутрішньої згуртованості.

## Історія
Стосовно бригантів до часів вторгнення римської армії до Британії нічого невідомо. Спочатку виступали проти римлян, проте зрештою прокоснул Скапула зумів залякати вождів конфедерації та змусити до союзу з Римом. У результаті бригантів очолила королева Картімандуя. Остання зуміла захопити повсталого короля Каратака та видати його римлянам у 51 році. Надалі виник внутрішній розгардіяш зумовлений конфліктом Картімандуї з чоловіком Венуцієм з племені карветів. У цей конфлікт втрутилися римляни, які зрештою у 70 році зуміли остаточно встановити серед бригантів проримських вождів.
Остаточно бриганти були підкорені та позбавлені автономії за часів проконсулів Квінта Петіллія Цереала та Секста Юлія Фронтіна протягом 71—78 років. Гнея Юлій Агрікола у 80 році підкорив землі бригантів у гирлі річки Тіне (Тайн) та сусідів карветів. З цього моменту землі бригантів стали частиною провінції Британія.
Після підкорення бригантів римлянами поступово відбувалася романізація, зводилися форти, військові табори та колонії. Саме на більшій частині володінь бригантів у 120-х роках зведено вал Адріана. Останні були засновані у головних поселеннях брігантів. Також створені спеціальні колонії: Бреметенакум Ветеранорум (сучасне м. Рібчестер), Калькарія (Тадчестер), Діктіум (Вітбі), Адел (Лідс), які переважно були засновані за часів імператора Антоніна Пія.
У 180-х роках спалахнуло повстання проти римлян, яке успішно придушив Луцій Арторій Каст. У 213 році місто бригантів Еборакум стало столицею провінції Верхня Британія. Тому процес романізації цих міст прискорився. Проте невідомо, чи збереглася самоідентифікація бригантів на момент занепаду Римської імперії.